# Alfian bin Sa'at
Alfian bin Sa'at (Singapur, 18 de juliol de 1977) és un escriptor, dramaturg i poeta de Singapur.

## Biografia
És musulmà malai d'ascendència minang, hakka i javanesa. Va ser a alumne de Tampines Primary School, Raffles Institution, i Raffles Junior College. Alfian va ésser president de les societats de dramatúrgia de RI i RJC i va participar en els seus programes d'arts creatives.
Enfant terrible del seu país, és conegut per les seves obres provocatives, tot i que no vol ser etiquetat ni de moderat ni d'extremista. Les seves obres de teatre s'han representat a Malàisia i Singapur i avui dia treballar per al grup de teatre W!LD RICE.

## Obres

### Teatre

#### En anglès
- Fighting (Lluitar) (1994)
- Black Boards, White Walls (Taules negres, murs blancs) (1997)
- Yesterday My Classmate Died (Ahir va morir el meu company de classe) (1997)
- sex.violence.blood.gore (amb Chong Tze Chien) (1999)
- Asian Boys Vol. 1 (Nois d'Àsia Vol.1) (2000)
- What's The Difference? (Quina és la diferència?) (2001)
- Don't Say I Say (No diguis que dic) (2001)
- Poppy dot dream (La rosella no dorm) (2001)
- The Corrected Poems of Minah Jambu (Els poemes corregits de Minah Jambu) (2001)
- The Optic Trilogy (La trilogia òptica) (2001)
- 7 Ten: Seven Original 10-minute Plays: Not In (7 Deu: set obres originals de 10 minuts: pasdades de moda) (2003)
- Landmarks: Asian Boys Vol. 2  (Fites: Nois d'Àsia Vol.2) (2004)
- Tekka Voices (Veus Tekka) (2004)
- Mengapa Isa? (2004)
- The Importance of Being Kaypoh (La importancia de ser Kaypoh) (2005)
- Harmony Daze (L'atordiment de l'harmonia) (2005)
- Confessions of 300 Unmarried Men: Blush (Confessions de 300 dones solteres: Rubor) (2006)
- Homesick (Nostàlgia) (2006)
- Happy Endings: Asian Boys Vol 3 (2007)
- Snow White and the Seven Dwarfs (2008)
- Beauty And The Beast (2009)
- Cooling Off Day (2011)
- Cook a Pot of Curry (2013)
- Monkey Goes West (2014)

#### En malai
- Deklamasi Malas (Declaració d'indolència) (1997)
- Dongeng (Mite) (1997)
- Anak Bulan di Kampung Wa' Hassan (Lluna nova a Kampung Wa' Hassan) (1998)
- Madu II (Poligàmia) (1998)
- Causeway (1998)
- The Miseducation of Minah Bukit (2001)
- Tapak 7 (7 passes) (2001)
- Selamat Malam Ibu (adaptat de 'night Mother de Marsha Norman) (2003)
- Keturunan Laksmana Tak Ada Anu (adaptat de Descendants of the Eunuch Admiral de Kuo Pao Kun) (2003)
- Minah & Monyet (Minah y mono) (2003)

#### En mandarí
- Fugitivus (失控) (amb Ng How Wee) (2002)

### Poesia
- One Fierce Hour (Landmark Books, 1998) ISBN 981-3065-18-4
- A History of Amnesia (Ethos Books, 2001) ISBN 981-04-3704-8

### Prosa

#### En anglès
- Corridor (SNP, 1999) ISBN 981-4032-40-9

#### En malai
- Bisik: Antologi Drama Melayu Singapura (Xiuxiueig: Antologia de Teatre Malai de Singapur) (Pustaka Cipta, 2003)

## Premis
- 1995 - Kripalani Award per la seva destacada contribució a l'Art Creatiu
- 1998 - Commendation Award by the Malay Language Council per Causeway
- 1999 - Singapore Literature Prize (Menció)
- 2001 - Golden Point Award de poesia
- 2001 - Young Artist Award de Literatura
- 2005 - Life! Theatre Awards al Millor Guió per Landmarks: Asian Boys Vol. 2
- 2006 - FRONT Award